# Дымова, Лорина
Лорина Дымова (наст. имя Лорина Евгеньевна Никольская; род. 21 мая 1939, Свердловск) — российская поэтесса и переводчица

.
Жила в Москве. Публиковалась с 1967 года. С 1992 года живёт в Иерусалиме.
Автор одиннадцати книг прозы и поэзии. Награждена болгарским орденом Кирилла и Мефодия первой степени.
Лауреат премии «Золотой телёнок» «Литературной Газеты» («Клуба 12 стульев») (2000).
Лауреат литературной премии им. Юрия Нагибина Союза израильских писателей (2008).